# Calosphaeriophora pulchella
Calosphaeriophora pulchella är en svampart som beskrevs av Réblová, L. Mostert, W. Gams & Crous 2004. Calosphaeriophora pulchella ingår i släktet Calosphaeriophora och familjen Calosphaeriaceae.   Inga underarter finns listade i Catalogue of Life.